# Olenus
L’oleno (gen. Olenus) è un artropode estinto appartenente ai trilobiti, vissuto nel Cambriano superiore (circa 500 milioni di anni fa). I suoi resti sono stati ritrovati nei continenti settentrionali (Europa, Asia, Nordamerica).

## Descrizione
L'aspetto di questa trilobite lunga pochi centimetri era simile a quello delle trilobiti primitive: il cefalotorace era subquadrangolare e il torace possedeva numerosi segmenti (fino a 22 in alcune forme) dotati di parti laterali (pleure) moderatamente spinose. Il rachide era relativamente ristretto e occupava al massimo un terzo della larghezza dell'animale. Il pigidio era piccolo, formato da un numero di segmenti che variava da due a sette, e nelle varie specie variava molto di forma: poteva avere un bordo intero, crenulato o spinoso. La parte centrale del cephalon (glabella) era stretta e presentava solchi rivolti all'indietro.

## Fossili
La distribuzione geografica dei fossili di Olenus determina i confini di una provincia paleogeografica nordatlantica, che nel Cambriano superiore fu la culla di una ricca fauna. La famiglia degli olenidi (Olenidae) contiene forme dalle caratteristiche ancora affini a quelle delle trilobiti più primitive, come la presenza di un pigidio piccolo e di numerosi segmenti del torace.